# كريم ضياء الدين
كريم ضياء الدين مخرج وممثل مصري من مواليد 17 أكتوبر 1946 هو نجل المخرج المصري أحمد ضياء الدين، حصل على دبلوم الإخراج من المعهد العالي للسينما عام 1967 وعمل كمساعد مخرج لوالده ثم انفرد بالإخراج في ثمانينات وتسعينات القرن 20 في التلفزيون والسينما. تزوج من هويدا الشقيقة الكبرى للفنانة شريهان.
توفي في 30 أغسطس 2021 ورصيده:
5 أدوار في التمثيل منذ طفولته - 6 أعمال كمساعد مخرج 14 عمل تلفزيوني (سهرات تلفزيونية ومسلسلات) - 14 فيلم.

## قائمة أفلامه
فيلم «طاطا نام طاطا قام» عام 2007، بطولة عمرو عبد الجليل وإيناس النجار.
فيلم «بالعربي سندريلا» عام 2006، بطولة أحمد هارون وريهام عبد الغفور.
فيلم «الاخطبوط» عام 2000، بطولة محمود ياسين وإلهام شاهين.
فيلم «قدر امرأة» عام 2000، بطولة ميرفت أمين ومعالي زايد.  
فيلم «ولافي النية أبقى» عام 1999، بطولة أحمد آدم وهاني رمزي.
فيلم «إسماعيلية رايح جاي» عام 1997، بطولة محمد فؤاد وخالد النبوي.  
فيلم «أنساك يا قلبي» عام 1996، بطولة راغب علامة ورانيا فريد شوقي.  
فيلم «الطريق» عام 1996، بطولة عماد عبد الحليم وشيرين سيف النصر.  
فيلم «أبو الدهب» عام 1996، بطولة أحمد زكي ورغدة.  
فيلم «المراكبي» عام 1995، بطولة صلاح السعدني ومعالي زايد.  
فيلم «رغبات» عام 1994، بطولة فاروق الفيشاوي ورغدة.
فيلم «وزير في الجبس» عام 1993، بطولة صلاح ذو الفقار وفايزة كمال.
فيلم «إلا ابنتي» عام 1992، بطولة صلاح ذو الفقار وليلي طاهر.
فيلم «الحب والرعب» عام 1991، بطولة شريهان ومحمود الجندى.
فيلم «عندما يتكلم الصمت» عام 1988، بطولة ماجدة وهشام سليم.
فيلم «العاشقان» عام 1987، بطولة كرم مطاوع وفردوس عبد الحميد.  

## قالوا عنه
كتب موقع رؤية نقلاً عن نقابة المهن السينمائية في مصر: «كان أحد صناع الموجة الجديدة للسينما المصرية في حقبة التسعينات»، وواصل الموقع قائلاً: "إلا أن العلامة الفارقة  في مشواره تظل فيلم "إسماعيلية رايح جاي«حيث قدم للسينما جيلاً جديداً من الممثلين أصبحوا فيما بعد نجوم الصف الأول».
كتب موقع العربي الجديد: «الملاحظ في مسيرة هذا الفنان أنه مُني بالتجاهل والإقصاء والغبن بشكل مجحف، وغير مبرر. فقد أقيمت لفيلم» إسماعيلية رايح جاي«الكثير من الندوات من البرامج، على مدار سنوات وسنوات، لكن لم يذكر اسم مخرج الفيلم».

## وصلات خارجية
- كريم ضياء الدين على موقع IMDb (الإنجليزية)
- كريم ضياء الدين على موقع الدهليز
- كريم ضياء الدين على موقع قاعدة بيانات الأفلام العربية
- كريم ضياء الدين على موقع ألو سيني (الفرنسية)
- كريم ضياء الدين على موقع قاعدة بيانات الفيلم (الإنجليزية)
- كريم ضياء الدين على الدهليز
- كريم ضياء الدين على كاروهات